# Касимба-ди-Дентру
Касимба-ди-Дентру (порт. Cacimba de Dentro) — муниципалитет в Бразилии, входит в штат Параиба. Составная часть мезорегиона Сельскохозяйственный район штата Параиба. Входит в экономико-статистический микрорегион Куриматау-Ориентал. Население составляет 16 185 человек на 2006 год. Занимает площадь 181,221 км². Плотность населения — 89,3 чел./км².
Праздник города — 27 сентября. 

## История
Город основан в 1954 году.

## Статистика
- Валовой внутренний продукт на 2003 год составляет 32 725 202,00 реалов (данные: Бразильский институт географии и статистики).
- Валовой внутренний продукт на душу населения на 2003 год составляет 1986,36 реалов (данные: Бразильский институт географии и статистики).
- Индекс развития человеческого потенциала на 2000 год составляет 0,548 (данные: Программа развития ООН).